# イ・ダヨン
イ・ダヨン（ハングル表記:이다영、ラテン翻記:Lee Da-young、1996年10月15日 - ）は、大韓民国の女子プロバレーボール選手。元大韓民国代表。同じく代表選手のイ・チェヨンは双子の姉である。

## 来歴
全羅北道全州市出身。実父は陸上競技（ハンマー投）韓国元代表の李周烔 であり、実母はソウルオリンピック代表セッターの金慶熙 というサラブレッド家系。少女期から注目を集め、2012年からジュニア代表入り、2013年からはシニア代表入りを果たし、アジア競技大会金メダルやAVCカップ銀メダルなどを獲得した。
2014年9月12日に行われた韓国Vリーグドラフト会議において、1巡2番目で現代建設ヒルステートに指名されて入団が決定した（トップ指名は実姉のイ・チェヨンである）。2020年には仁川興国生命ピンクスパイダーズに移籍した。
2021年2月、中学生時代に姉のチェヨンとともに暴行事件へ関与していたことが発覚し、実名で報道された。2021年2月15日、韓国バレーボール協会は姉妹に対し代表活動無期限禁止を、所属チームの興国生命も無期限の出場停止を発表した。
国内での活動が難しくなった姉妹は、同年ギリシャのPAOKテッサロニキに加入。ダヨンのみがその後、2022年にルーマニアのラピド・ブカレスト、2023年からはフランスのヴォレロ・ル・カネに移籍している。2024-25シーズンはアメリカのプロ・バレーボール・フェデレーションのサンディエゴ・モジョと契約した。

## 球歴
- 三大大会
  - 世界選手権 - 2018年
  - ワールドカップ - 2015年、2019年
- その他大会
  - アジア選手権 - 2013年、2015年
  - ワールドグランプリ - 2014年
  - アジア競技大会 - 2014年、2018年
  - AVCカップ - 2014年
  - アジアジュニア選手権 - 2012年（5位）、2014年（銅メダル）

## 所属チーム
- 瓊海女子中学校
- 善明女子高等学校
- 現代建設ヒルステート（2014-2020年）
- 興国生命ピンクスパイダーズ（2020-2021年）
- PAOKテッサロニキ（2021-2022年）
- ラピド・ブカレスト（2022-2023年）
- ヴォレロ・ル・カネ（2023-2024年）
- サンディエゴ・モジョ（英語版）（2024年-）

## 受賞歴
- 2014年 - 第17回アジアジュニア選手権ベストセッター賞[9]